# KV60

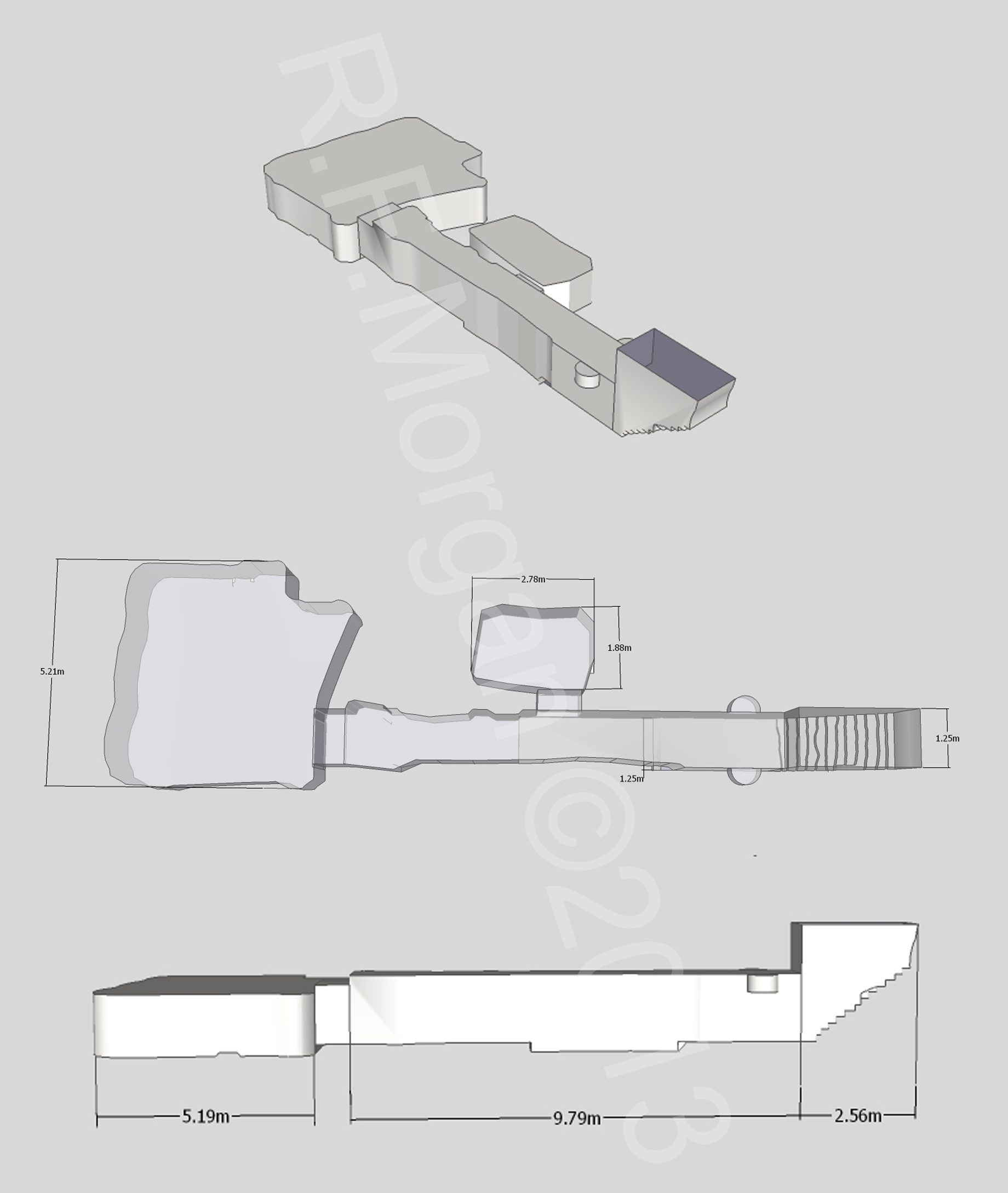
Isometrische Darstellung, Grundriss und Schnittzeichnung des Grabes

KV60 (Kings’ Valley no. 60) bezeichnet ein altägyptisches Grabmal im Tal der Könige. Es wurde aufgrund einer Inschrift auf einem vorgefundenen Holzsarg der Amme von Königin Hatschepsut, Sitre-In, in die 18. Dynastie (Neues Reich) datiert.

## Entdeckung und Ausgrabung
Das Grab wurde 1903 von Howard Carter entdeckt, der zu dieser Zeit für Theodore M. Davis tätig und zugleich Oberinspektor der ägyptischen Altertümerverwaltung (Service des Antiquités d’Egypte) in Oberägypten und Nubien war. Carters Untersuchung von KV60 war flüchtig. Einen Plan des Grabes fertigte er nicht an, vermerkte aber seine Lage. Die Ergebnisse dieser Ausgrabung veröffentlichte er im selben Jahr in Annales du service des antiquités de l’Égypte. Drei Jahre später stieß Edward R. Ayrton, der nun der für Davis arbeitende Ägyptologe war, erneut auf das Grab. Auch er erstellte keinen Plan des Grabes.
Danach geriet KV60 in Vergessenheit, bis es 1989 von Donald P. Ryan von der Pacific Lutheran University wiederentdeckt und bis 1990 ausgegraben wurde. Die Arbeiten erfolgten im Rahmen eines Projektes, dessen Ziel es war, bereits einmal bekannte, aber dann wieder verloren gegangene Gräber im Tal der Könige zu finden, zu untersuchen und zu dokumentieren. Dem Zustand zum neuerlichen Freilegungszeitpunkt nach war KV60 nach den Besuchen durch Carter und Ayrton nicht mehr betreten worden. Ryan veröffentlichte seine Ausgrabungsergebnisse unter anderem in KMT – A Journal of Ancient Egypt.

## Lage und Architektur
KV60 liegt im südöstlichen Bereich des Osttals im Tal der Könige in der Nähe von KV19 (Montuherchepschef) und gegenüber von KV20 (Thutmosis I. und Hatschepsut). Die Grabachse verläuft gerade. Das Grab ist über eine steile Treppe erreichbar, die in einen Korridor übergeht, an dessen Ende sich die 55,66 m² große Grabkammer anschließt. Vom Korridor geht eine kleine Nebenkammer (5,01 m²) ab.
Alle Wände im Grab sind ungleichmäßig und nur grob behauen, nicht geglättet und nicht verputzt. Dadurch hat es eine asymmetrische Form, die sich vergleichsweise bei bisher im Tal entdeckten Königsgräbern nicht findet. Eine ursprünglich geplante Verwendung für ein Mitglied einer Königsfamilie wäre damit auszuschließen.
Die einzige Dekoration bilden zwei Udjat-Augen, die am Anfang des Korridors in gegenüber liegenden Nischen angebracht sind. Diese Zeichen mit Amulett-Charakter sind seit dem Neuen Reich häufig auf Särgen zu finden. Die „Blickrichtung“ der Horusaugen ist verschieden, so blickt eines in das Grabesinnere Richtung Grabkammer, das andere hinaus Richtung Grabeingang.

## Funde

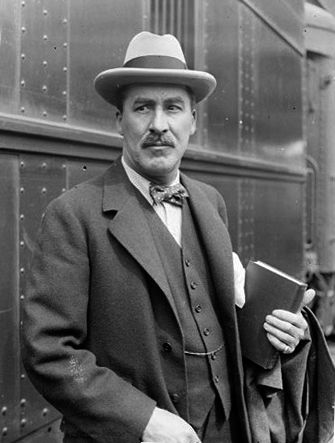
Howard Carter 1924

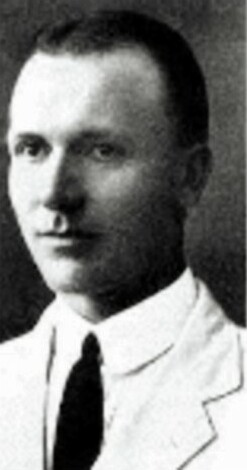
Edward R. Ayrton

Howard Carter vermerkte bei seiner Entdeckung 1903 die Überreste einer stark beraubten Bestattung sowie zwei Mumien und einige mumifizierte Gänse. Die Mumien beschrieb er in seinem Bericht als „ältere Personen“, die sehr gut erhalten waren und langes goldfarbenes Haar hatten. Vom Sarg war nur der Boden erhalten geblieben, der Deckel fehlte. Das einzige, was er als „von Wert“ beschrieb, war der Sarg mit hieroglyphischen Inschriften. Carter entfernte die Gänse, ließ jedoch beide Mumien und den Sarg an Ort und Stelle und verschloss das Grab wieder.
Nach der erneuten Öffnung des Grabes 1906 durch Edward R. Ayrton ließ dieser die Sargwanne und die darin befindliche Mumie in das Ägyptische Museum in Kairo bringen. Zu welchem Zeitpunkt das genau erfolgte, ist nicht bekannt. Die zweite Mumie, die am Boden neben dem Sarg gelegen hatte, beließ auch er im Grab.
Nach Wiederauffindung des Grabes 1989 waren unter den Funden, neben der in der Grabkammer verbliebenen Mumie, verstreut liegende und mumifizierte Lebensmittelvorräte, Keramikfragmente, Teile von Begräbnisausstattungen, Teile von Schmuck, Mumienbinden, Skarabäen, Werkzeuge und mumifizierte Säugetiere.
Auch die aus Holz bestehenden Sargoberflächen, die Howard Carter erwähnt hatte, waren noch vorhanden. Diese waren, wie schon von Carter festgestellt, im Altertum mit einer Axt bearbeitet worden, um die Goldfolien von der Oberfläche zu lösen. Auch fanden sich zahlreiche Stücke aus Kartonage, die von der Sargoberfläche stammten. Einer der größeren Holzreste war zum Teil mit einer schwarzen Substanz überzogen, zeigte aber auch blau-grüne Linien, die auf einen gemalten Kopfschmuck hindeuteten. Bei einer genaueren Untersuchung entdeckte Ryan 2008 an dem Stück etwas, „das wie eine Hieroglyphe aussah“. Das Holz wurde durch einen Konservator gereinigt, woraufhin nicht nur ein Text mit einem Namen sichtbar wurde, sondern auch eine Darstellung der Göttin Nephthys, die den Begräbnistext für eine Tempelsängerin namens Ty spricht. Allerdings ist die Inschrift zum Teil etwas unscharf und der Name wurde wahrscheinlich über einen anderen geschrieben. Die ursprüngliche Version scheint für einen Mann verfasst worden zu sein. Ein anderes Stück vom Fußende wurde ebenfalls gereinigt und zeigt eine Darstellung der Göttin Isis.
Die Keramikreste ließen sich auf keinen Zeitpunkt vor der 20. Dynastie datieren, weshalb Donald P. Ryan annimmt, dass das Grab eher aus dieser Zeit stammt. Eine andere Möglichkeit ist, dass KV60 in der 18. Dynastie angelegt, aber nicht benutzt wurde, und im Altertum zufällig bei den Arbeiten für KV19, das Grab von Montuherchepschef, einen Sohn von Pharao Ramses IX., entdeckt wurde.
Die Fundsituation der Mumien spricht dafür, dass eine oder sogar beide ursprünglich an einem anderen Ort bestattet und zu einem unbestimmten Zeitpunkt nach KV60 umgebettet worden waren. Solche Umbettungen waren nicht unüblich und sind für andere Gräber im Tal der Könige bezeugt, wie beispielsweise KV35 und KV55. Gemäß den weiteren Funden, die von unterschiedlichen Orten stammen müssen, hält Donald P. Ryan dieses Grab für ein Versteck.

## Bestimmung und Untersuchung der Mumien

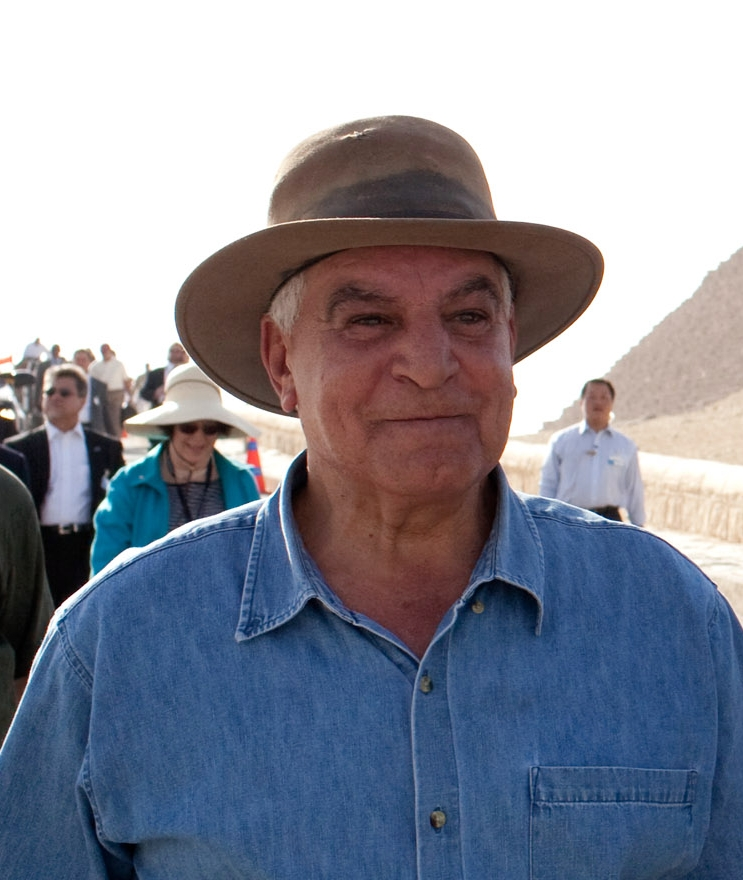
Zahi Hawass 2009

Die Geschichte der Zuordnung der Identitäten der Mumien ist sehr wechselhaft. Percy E. Newberry, der bei der Ausgrabung von Howard Carter anwesend war, vermutete in den beiden Mumien die Ammen von Thutmosis IV., dessen Grab (KV43) sich in der Nähe befindet.
Als Ayrton die Mumie mit Sarg nach Kairo bringen ließ und diese dort erst 1916 mit TR24.12.16.1 inventarisiert wurde, ging man nach der Inschrift auf dem Sarg von einer Dame namens Sitre-In (oder auch nur „In“ bezeichnet) aus, der Amme von Königin Hatschepsut, die bereits von einer in Deir el-Bahari gefundenen Sandsteinstele (JE 56264) bekannt war.
Als Donald P. Ryan die im Grab verbliebene Mumie vorfand, hatte sich das lange Haar inzwischen vom Schädel gelöst und lag unter dem Kopf. Der linke Arm war in der für altägyptische Königinnen typischen Bestattungshaltung über der Brust angewinkelt. Die Zähne erwiesen sich bei genauerer Untersuchung als sehr abgenutzt, was für einen älteren Menschen spricht. Ferner wurde festgestellt, dass die mumifizierte Person recht beleibt gewesen war. Die Eingeweide waren bei der Mumifizierung nicht wie üblich durch die untere Bauchdecke, sondern durch das Becken entfernt worden. Elizabeth Thomas vermutete 1966 in dieser Mumie die von Königin Hatschepsut, wofür ihrer Meinung nach neben den gefundenen Utensilien, die einem König zuzuordnen waren, auch die Armhaltung sprach. Donald P. Ryan sah in dieser Mumie ebenfalls die der Hatschepsut. Bevor das Grab 1990 wieder verschlossen wurde, war die Mumie zu ihrem Schutz in einen Holzkasten gelegt worden.
2006 öffnete Zahi Hawass im Rahmen von Filmarbeiten des Discovery Channel im Tal der Könige das Grab erneut und begann ab diesem Zeitpunkt mit seiner „Suche nach der Mumie von Königin Hatschepsut“, die der Film dokumentieren sollte. Die Mumie der Königin hatte sich nicht in der „Königscachette von Deir el-Bahari“ (DB/TT320) befunden und galt als „verschollen“. Im Gegensatz zu Thomas und Ryan kam Hawass zur Identität der Mumien zu einer anderen Schlussfolgerung. Die ursprünglich als Amme Hatschepsuts identifizierte Mumie sei die der Königin, da das Gesicht „recht königlich“ wirke, und die im Grab zurück gelassene Mumie sei die der Amme Sitre-In. Die Armhaltung müsse nicht auf eine Königin hindeuten. Hatschepsuts Mumie sei während der 21. oder 22. Dynastie zum Schutz in den Sarg ihrer Amme gelegt worden. Die Mumie wurde ein Jahr später nach Kairo gebracht.
Die Untersuchungen der beiden Mumien, nun als KV60A und KV60B bezeichnet, erfolgten 2007. In einem durch den Discovery Channel geförderten und unter Leitung von Zahi Hawass stehenden Projekt sollten verschiedene Mumien mittels CT untersucht werden. Ziel war zum einen, familiäre Ähnlichkeiten beziehungsweise Verbindungen aus der Zeit der Thutmosiden zu ermitteln und entsprechende Zuordnungen treffen zu können, und zum anderen zu bestimmen, welche der beiden Mumien die der Hatschepsut sein könnte. Unter den untersuchten Mumien befanden sich unter anderem die von Thutmosis II., Thutmosis III., die vermutliche Mumie Thutmosis I., die alle drei in der Cachette von Deir el-Bahari gefunden worden, sowie zwei weibliche unbekannte Mumien. Zu den Untersuchungen gehörte neben radiologischen Verfahren auch die Bestimmung von DNA. Dafür war im Ägyptischen Museum als Teil der Dokumentation Secrets of Egypt’s lost Queen eigens ein Labor eingerichtet worden.

### KV60A

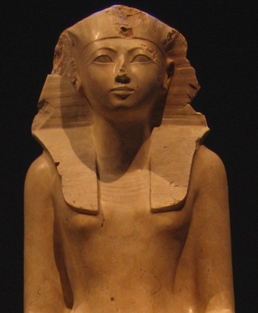
Statue der Hatschepsut im Metropolitan Museum of Art

Im Vergleich mit allen untersuchten Mumien wies KV60A in der Schädelform Ähnlichkeit mit den als Thutmosis II. und Thutmosis III. identifizierten Mumien auf. Zur Bestimmung der Mumie Hatschepsuts wurden zudem verschiedene Objekte, die Hatschepsut zugeordnet werden konnten, mit in die Untersuchung einbezogen.
Darunter war ein in der 1871 von der Familie Abd el-Rassul entdeckten und 1881 durch Emil Brugsch geräumten Cachette von Deir el-Bahari gefundenes kleines Kästchen (JE 26250) mit den Kartuschen des Thronnamens (Maat-Ka-Re – Gerechtigkeit und Lebenskraft des Re) und dem Eigennamen der Hatschepsut (Hat-schepsut-chenemet-Amun – Die erste der Damen, die Amun umarmt). In dem Behältnis befand sich ein mumifiziertes Organ, das als Leber oder Milz angesehen wurde. Gaston Maspero beschrieb das Kästchen 1889 in Les Momies Royales de Deir el Bahari. Das Ergebnis der CT-Untersuchung zeigte als Inhalt einen einzelnen Molaren, dem eine Zahnwurzel fehlte, das bisher bekannte eingewickelte, mumifizierte Organ sowie weiteres, vermutlich organisches Material, das von der Königin stammen könnte. Die kleine Kiste wird deshalb auch als „Kanopenkästchen“ bezeichnet, obwohl eine Kiste dieser Art keiner bisher bekannten Funktion einer Kanope entspricht und deshalb außergewöhnlich ist.
Die CT-Untersuchung von KV60A hatte ergeben, dass dieser Mumie ein Backenzahn im Oberkiefer fehlt, eine abgebrochene Zahnwurzel hingegen dort verblieben war. Die Zahnreste wurden mit dem Zahn aus dem Kasten verglichen, dem eine Wurzel fehlte. Beides wurden vermessen und die Dichte beider bestimmt. Hierbei arbeiteten zwei Teams unabhängig voneinander, die zu denselben Ergebnissen kamen. Zahi Hawass veröffentlichte dazu seinerzeit, die Mumie der Hatschepsut gefunden zu haben:

“Not only was the fat lady from KV60 missing a tooth, but the hole left behind and the type of tooth that was missing was an exact match for the loose one in the box from DB320! We therefore have scientific proof that this is the mummy of Queen Hatshepsut.”

„Nicht nur, dass der fetten Lady aus KV60 ein Zahn fehlte, sondern das verbliebene Loch und die Art des Zahns, die fehlte, eine exakte Übereinstimmung mit dem losen Zahn aus dem Kasten von DB320 war! Wir haben deshalb einen wissenschaftlichen Beweis dafür, dass dies die Mumie der Königin Hatschepsut ist.“

Diese Art der Bestimmung für eine eindeutige Identifizierung blieb nicht unreflektiert und wurde kritisch betrachtet. Hauptkritikpunkt war, dass es sich bei dem im Kästchen gefundenen Zahn mit Wurzeln keinesfalls um einen Backenzahn aus dem Oberkiefer handeln kann, da diese Zähne in der Regel drei Wurzeln haben, Molaren des Unterkiefers hingegen zwei. Der Radiologe Paul Gostner, der Mitglied des zweiten Untersuchungsteam war, erklärte, dass es Variationen bei Zahnwurzeln gibt und auch zwei Wurzeln zu einer verwachsen können. Deshalb kann dieser Zahn durchaus ein oberer Backenzahn sein. Da der Zahn ausschließlich radiologisch im Kasten untersucht wurde, besteht zudem die Möglichkeit, dass sich eine dritte Wurzel unter den losen Fragmenten im Kasten befindet oder verloren gegangen ist. Skeptisch sah die Analyse unter anderem Erhart Graefe. Ihm zufolge kann man nicht die Daten einer dreidimensionalen und zweidimensionalen Darstellung zusammenfügen, wie es in diesem Falle dokumentiert wurde.
Bemängelt wurde ferner, dass kaum detaillierte Forschungsdaten veröffentlicht, beziehungsweise diese nur stückweise bekanntgegeben wurden und keine Veröffentlichung in einem Wissenschaftsjournal erfolgte. Dadurch ist gemäß Ryan Metcalfe eine unabhängige Analyse und Betrachtung der gewonnenen Daten unmöglich.
Als weitere Untersuchungsergebnisse wurden festgehalten: Der Erhaltungsstatus der Mumie KV60A wird als angemessen bezeichnet. Das Gehirn war bei der Mumifizierung nicht entfernt worden und das Herz war ebenfalls im Körper verblieben. Der Bauchraum war nach der Organentnahme mit Leinenpäckchen gefüllt worden. An der Stelle mit der Zahnlücke hatte es eine massive, abszessbedingte Entzündung gegeben, die medizinisch behandelt worden war. Der Zahnstatus war insgesamt schlecht. Person KV60A litt zudem an Diabetes mellitus sowie an Krebs, worauf mehrere maligne Tumore hinweisen. Welche dieser Erkrankungen zum Tod der Person geführt hatte, war nicht bestimmbar. Das Alter wurde mit 50 bis 60 Jahre angegeben, die Körpergröße auf 1,59 m berechnet.
Der DNA-Abgleich wurde mit Proben der Mumien von KV60A, KV60B, Thutmosis II., Thutmosis III. und Ahmose Nefertari vorgenommen. Die Ergebnisse wurden 2007 in der TV-Dokumentation Secrets of Egypt’s lost Queen als vorläufig bezeichnet, und nach Zahi Hawass‘ Veröffentlichung Scanning the Pharaohs: CT Imaging of the New Kingdom Royal Mummies. (2016) waren die Ergebnisse weiterhin vage. Als finales Ergebnis blieb die Bestimmung durch den Zahnabgleich der Mumie KV60A als die der Königin Hatschepsut, ein Ergebnis, das nicht von allen Ägyptologen geteilt wird.
Einen DNA-Abgleich mit dem der Mumie entnommenen Gewebe, dem als Leber identifizierten Organ in dem Kästchen und dem darin gefundenen Zahn wurde nicht durchgeführt, so dass die Frage der Zugehörigkeit des Organs unbeantwortet bleibt.

### KV60B
Die Mumie der königlichen Amme der Hatschepsut, Sitre-In, KV60B, war durch die zum Teil erhaltene Inschrift „Große königliche Amme, In, wahr an Stimme“ (wr šdt nfrw nswt Jn, m3ˁ-ḫrw) identifiziert worden.
Für die weitere Untersuchung mussten Sarg und Mumie der Amme Hatscheputs allerdings erst im Ägyptischen Museum gesucht werden. Auch fotografische Dokumentationen waren zu diesem Zeitpunkt nicht verfügbar. Sarg und Mumie fanden sich schließlich im dritten Obergeschoss des Museums. Die Untersuchung ergab, dass Sitre-In etwa 1,50 m groß gewesen war. Der Sarg, in dem sie aufgefunden wurde, war hingegen 2,13 m lang, so dass angenommen werden kann, dass dieser Sarg für Sitre-In zweitverwendet wurde.
KV60B war sehr sorgfältig mumifiziert und in „feinstes Leinen“ gewickelt worden. Die Finger waren alle einzeln umwickelt, die Füße hingegen zusammen. Die im Sarg befindlichen Leinenbinden waren von geringerer Qualität als die für die Mumie verwendeten. Zum möglichen Alter und Erkrankungen dieser Person wurden keine Angaben gemacht. Im Vergleich zu den untersuchten Mumien der königlichen Linie ergaben sich keine Ähnlichkeiten.